# Башилов, Александр Александрович (генерал)
Алекса́ндр Алекса́ндрович Баши́лов (1777—1847/1848) — русский генерал-майор, герой Отечественной войны 1812 года, сенатор, тайный советник; отец поэта Александра Александровича Башилова.

## Биография
Александр Башилов родился 31 августа (11 сентября) 1777 года в городе Глухове, в дворянской семье. Отец его, Александр Фёдорович (1751—?) в 1770-х годах, служа в малороссийской коллегии, занимал должность начальника колоний; затем, в 1780 году состоял директором экономии в курском наместничестве, а 16 сентября 1781 года был назначен поручиком правителя киевского наместничества; 1 августа 1783 года пожалован в статские, а 2 сентября 1793 года — в действительные статские советники, а 20 октября 1793 года назначен обер-прокурором 3-го департамента Сената. При Павле I 19 декабря 1796 года был пожалован в тайные советники и назначен к присутствованию в Сенате — в департаменте тяжебных дел. Но, как писал впоследствии его сын: «батюшка мой спал и видел, как бы ему опять по добру и здорову убраться в Малороссию» и 7 октября 1797 года вышел в отставку.
Находясь в Пажеском корпусе, Башилов вскоре выделился из среды товарищей и был определён к Императорскому двору. Здесь, состоя личным пажом Императрицы Екатерины II и затем любимым камер-пажом её преемника, Павла Петровича, Башилов оставался до 1798 года, когда, в день рождения великого князя Михаила Павловича, был определён поручиком в Преображенский лейб-гвардии полк и пожалован званием флигель-адъютанта Его Величества.
В августе 1799 года А. А. Башилов был командирован с секретными депешами в Вену, к князю А. К. Разумовскому, оттуда ему было поручено отправиться в Италию для сообщения Александру Суворову пожалованного Императором титула князя Италийского и для передачи сардинскому королю кредитива на сумму 300 тысяч рублей. На обратном пути Разумовский доверил Башилову доставить в Россию присланные с Мальты мощи Святого Иоанна Иерусалимского. Прибыв с ними в Гатчину в октябре 1799 года, Башилов получил из собственных рук государя алмазный крест ордена Святого Иоанна Иерусалимского, а 20 октября 1800 года Башилов был пожалован в полковники.
В январе 1801 года полковник Башилов, в звании кавалера посольства С. A. Колычёва, выехал в Париж, откуда, несколько месяцев спустя, вернулся с дипломатическими депешами в Петербург. 9 февраля 1802 года за «непочтение к публике в театре» был лишён звания флигель-адъютанта и переведён в Уфимский мушкетёрский полк. В указанный полк, дислоцирующийся в Уфе, не прибыл, поскольку через 3 дня, 12 февраля 1802 года, в порядке смягчения наказания был переведён в Навагинский мушкетёрский полк, дислоцирующийся в Москве.
С 30 ноября 1803 года по 2 декабря 1806 года Башилов находился в отставке.
3 декабря 1806 года был назначен командиром Тамбовского мушкетёрского полка, с которым участвовал в Войне четвёртой коалиции. С июня 1809 года командовал бригадой. За отвагу проявленную в Болгарии в ходе Русско-турецкой войны, 14 июня 1810 года Башилов получил погоны генерал-майора.

Во время Отечественной войны 1812 года Башилов отличился в сражении под Городечной и 22 ноября того же года был удостоен ордена Святого Георгия 4-го класса № 1097 
В воздаяние ревностной службы и отличия, оказанного в сражениях против французских войск 31 июля при Городечне, где, командуя тремя полками, действовал решительно и неустрашимо, подавая собою пример в самых опасных случаях, лично находясь в цепи, распоряжал стрелками и когда неприятель, усилившись, принудил немного отступить, то решительно пошел с Тамбовским и Костромским полками на штыки и прогнал его.
Принимал участие в Войне шестой коалиции, но 15 мая 1813 года по состоянию здоровья был отправлен в почётную отставку.
27 апреля 1822 года Башилов, с переименованием в чин действительного статского советника, был перечислен в распоряжение московского военного губернатора, а с началом русско-турецкой войны 1828—1829 годов был определён на должность начальника подвижного парка 2-й армии.
1 января 1830 года был определён в Правительствующий сенат с одновременным производством в чин тайного советника; с апреля 1831 года по 1844 год состоял в должности директора Комиссии строений в Москве. По очерёдности награждения входил в состав пенсионеров — кавалеров ордена Св. Анны 1-й степени (200 рублей серебром в год).
Александр Александрович Башилов умер в Москве, был похоронен на Ваганьковском кладбище (14 уч.).
В его честь названа Башиловская улица города Москвы.
Михаил Лермонтов в 1831 году написал в его адрес одно из своих стихотворений, которое было опубликовано в журнале «Отечественные записки» уже после смерти Башилова.